# Tunong Ulee Gajah
Tunong Ulee Gajah is een bestuurslaag in het regentschap Aceh Timur van de provincie Atjeh, Indonesië. Tunong Ulee Gajah telt 334 inwoners (volkstelling 2010).